# Bot (Tarragona)

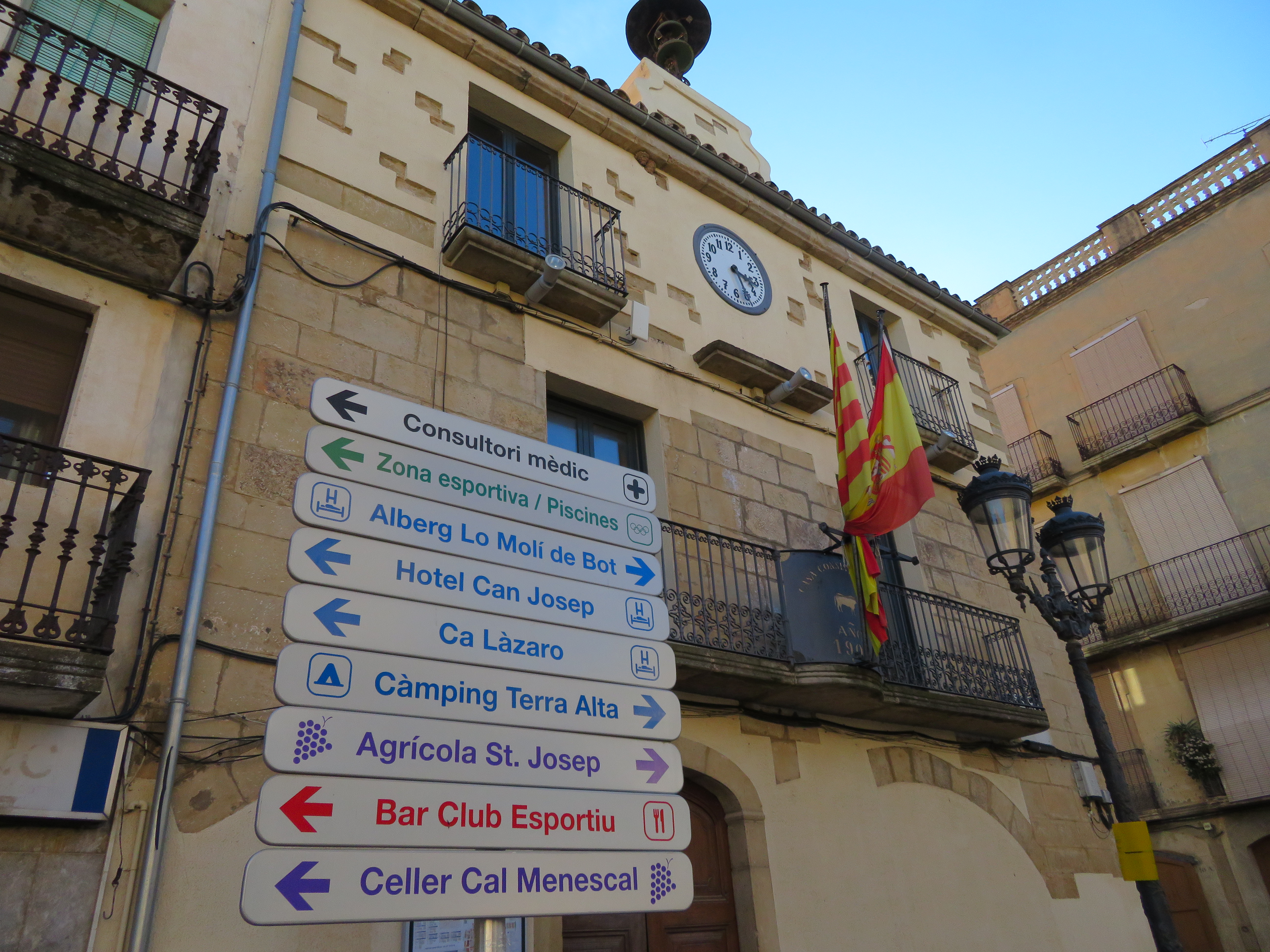
Bot

Bot ist eine katalanische Gemeinde in der Provinz Tarragona im Nordosten Spaniens. Sie liegt in der Comarca Terra Alta.

## Gemeindepartnerschaften

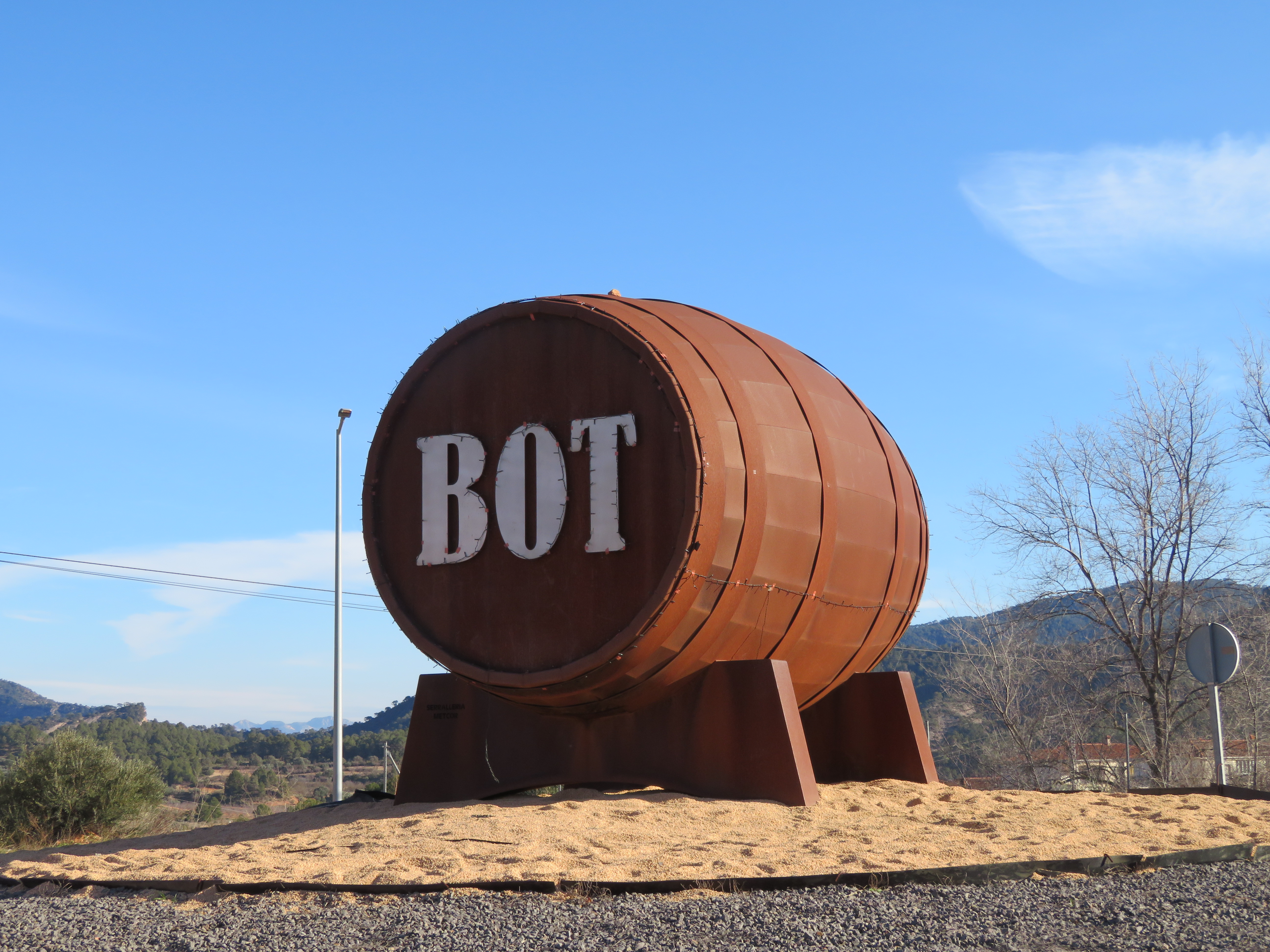
Bot

Bot unterhält seit dem 4. Oktober 1993 eine Partnerschaft mit der französischen Gemeinde Cournonterral.